# Прінс Оніянге
Прінс Оніянге (фр. Prince Oniangué, нар. 4 листопада 1988, Париж) — французький та конголезький футболіст, півзахисник клубу «Кан» і національної збірної Республіки Конго.

## Клубна кар'єра
У дорослому футболі дебютував 2006 року виступами за команду клубу «Ренн», в якій провів три сезони, взявши участь у 62 матчах чемпіонату. 
Своєю грою за цю команду привернув увагу представників тренерського штабу клубу «Гіберніан», до складу якого приєднався 2009 року. Відіграв за команду з Единбурга наступний сезон своєї ігрової кар'єри. Більшість часу, проведеного у складі «Гіберніана», був основним гравцем команди.
У 2010 році уклав контракт з клубом «Тур», у складі якого провів наступні три роки своєї кар'єри гравця.  Граючи у складі «Тура» також здебільшого виходив на поле в основному складі команди.
До складу клубу «Реймс» приєднався 2013 року. Відіграв за команду з Реймса 94 матчі в національному чемпіонаті.
В 2016 році перейшов до клубу «Вулвергемптон». В 2017 році був в оренді в «Бастії». В 2018 перейшов в оренду до «Анже».
В липні 2018 року перейшов до «Кану» на повноцінній основі, наразі встиг відіграти за команду 72 матчі, забивши 7 голів.

## Виступи за збірну
У 2008 році дебютував в офіційних матчах у складі національної збірної Республіки Конго. Наразі провів у формі головної команди країни 41 матч, забивши 9 голів.
У складі збірної був учасником Кубка африканських націй 2015 року в Екваторіальній Гвінеї.